# Хемпхилл, Джон
Джон Хе́мпхилл (англ. John Hemphill; 18 декабря 1803, Южная Каролина — 4 января 1862, Ричмонд, Виргиния) — американский политик, сенатор США от Техаса, член демократической партии, ветеран войны с индейцами.

## Биография
Отец Хемпхилла, преподобный Джон Хемпхилл, эмигрировал в США из графства Тирон, Ирландия, а его мать, Джейн Линд, была родом из Пенсильвании. Хемпхилл родился в Южной Каролине и получил образование в колледже Джефферсона, который окончил в 1825 году. В 1829 году он был принят в коллегию адвокатов Южной Каролины. В 1836 году Хемпхилл ушёл добровольцем на войну с семинолами, где дослужился до звания второго лейтенанта. В 1838 году он переехал в Техас, где занялся частной юридической практикой.
В начале 1840 года Конгресс Республики Техас избрал его судьёй четвёртого судебного округа, что автоматически сделало его членом Верховного суда республики. Он был утверждён в должности 20 января 1840 года. 5 декабря 1840 года Хемпхилл был избран Председателем Верховного суда Техаса, эту должность он занимал до 1858 года. За вклад в развитие законодательства Техаса он получил прозвище «Джон Маршалл». Известен эпизод, когда Хемпхиллу пришлось отбиваться от индейских воинов, которые напали на него в зале заседаний во время судебного процесса. Хемпхилл считался специалистом по испанскому и мексиканскому законодательству, запомнился расширением прав женщин и поддержкой права на проживание. В 1859 году Хемпхилл сменил Сэма Хьюстона в Сенате США, после того, как последний не поддержал право штатов на выход из состава США.
Когда Техас отделился от США, Хемпхилл стал одним из 14-ти сенаторов, исключённых из состава Сената резолюцией 1861 года. Впоследствии он был избран делегатом Временного Конгресса КША. Эту должность он занимал вплоть до своей смерти 4 января 1862 года в Ричмонде, штат Виргиния.
Хемпхилл никогда не был женат. В честь Хемпхилла названы округ и город в Техасе. Его двоюродным братом является ирландский политик и барристер Чарльз Хемпхилл.

## Комментарии
1. ↑  Find a Grave (англ.) — 1996.
2. ↑  Право на проживание — право владельца или совладельца дома использовать этот дом для проживания, которое может сохраняться в условиях использования дома в качестве залога или даже в случае продажи этого дома за долги.